# A-AUTO
A-AUTO（エーオート）は、株式会社ユニリタ (UNIRITA) が開発・発売しているコンピュータシステム用の運用管理ソフトウェアの1つであり、ジョブ管理システムである。

## 概要
A-AUTOの歴史は古く、富士写真フイルム（現富士フイルム）が1975年に社内用に開発したAUTOに端を発する。1977年7月に販売開始された。1984年には帳票管理システムのA-SPOOL（エースプール）も販売開始された。社名がビーエスピーとなったのは1987年である。
A-AUTOは、当初はメインフレーム版のみであったが、1993年にはUNIX版、1996年にはWindows NT版が追加され、マルチプラットフォーム対応となった。複数のプラットフォーム間を含めた各種連携を行えることが特徴である。
2013年10月現在の最新のバージョンは8である。

## 競合製品
- 日本
  - JP1（日立製作所）
  - Systemwalker（富士通）
  - WebSAM（NEC）
  - 千手（野村総合研究所）
- 世界
  - Tivoli Workload Scheduler（IBM）
  - OpenView（ヒューレット・パッカード）